# Eowilsonia paracaneae
Eowilsonia paracaneae är en kackerlacksart som beskrevs av Roth, L. M. 1991. Eowilsonia paracaneae ingår i släktet Eowilsonia och familjen småkackerlackor. Inga underarter finns listade i Catalogue of Life.